# Budynek Komunalnej Kasy Oszczędności w Chorzowie
Budynek Komunalnej Kasy Oszczędności , Bank Polski , pot. drapacz chmur – stalowo-ceglany wieżowiec  z 1937 roku w Chorzowie, wpisany do rejestru zabytków nieruchomych województwa śląskiego; jeden z trzech najwyższych budynków mieszkalnych dwudziestolecia międzywojennego w Polsce , ostatni zrealizowany wieżowiec na Górnym Śląsku za czasów II Rzeczypospolitej.

## Historia

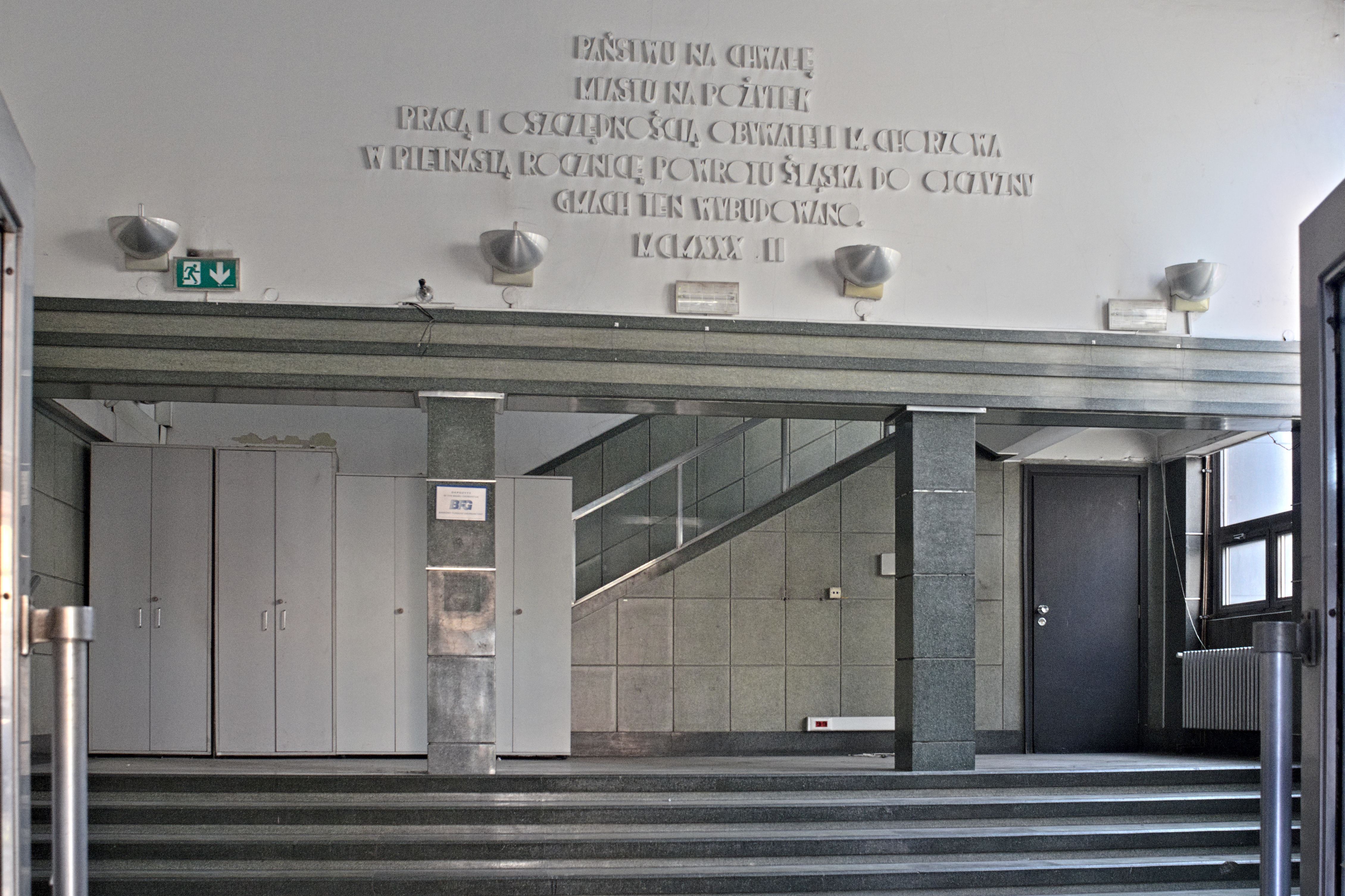
Hol na parterze, z napisem: PAŃSTWU NA CHWAŁĘ / MIASTU NA POŻYTEK / PRACĄ I OSZCZĘDNOŚCIĄ OBYWATELI MIASTA CHORZOWA / W PIĘTNASTĄ ROCZNICĘ POWROTU ŚLĄSKA DO OJCZYZNY / GMACH TEN WYBUDOWANO. / MCMXXX[V]II (2019)

W 1935 roku władze miasta Chorzów rozpisały nieograniczony konkurs na projekt siedziby Komunalnej Kasy Oszczędności miasta Chorzów, ogłoszenie ukazało się w „Ilustrowanym Kurierze Codziennym”. Równocześnie ogłoszono przetarg na budowę 20 mieszkań dla pracowników tejże kasy.
Żadna z 35 nadesłanych na konkurs prac nie została wybrana do realizacji, nie przyznano również pierwszego miejsca, a jedynie drugie i trzecie. Zakupiono kilka projektów z pieniędzy przeznaczonych na nagrodę dla zwycięzcy, a wśród nich pracę inżyniera Stanisława Tabeńskiego z Katowic. Jemu to 15 maja 1935 powierzono sporządzenie nowego, odpowiadającego wymaganiom kasy projektu, który po modyfikacjach został ostatecznie zaakceptowany.
Jako lokalizację gmachu wybrano rekreacyjny plac Żwirki i Wigury przy głównej handlowej ulicy Wolności, którego grunt został odsprzedany kasie. W drodze przetargu wyłoniono firmę Aleksandra Globisza z Chorzowa na realizatora surowych robót budowlanych.
Budowę rozpoczęto w 1935 roku. Prace uległy półrocznemu opóźnieniu, przez co dochodziło do konfliktów na linii architekt–przedsiębiorstwo wykonawcze. Inwestycja kosztowała 1,250 mln złotych i została pokryta ze środków własnych Komunalnej Kasy Oszczędności. Zdaniem Tabeńskiego „[…] żaden gmach na G.‍‑Śląsku w tym czasie i przy takim wyposażeniu nie osiągnął tak niskich kosztów”. Budowa gmachu została ukończona 1 czerwca 1937 roku.
Pierwotnie w budynku znajdowała się siedziba Komunalnej Kasy Oszczędności miasta Chorzowa, następnie oddział Narodowego Banku Polskiego oraz placówka banku ING. Do 1946 roku na pierwszym piętrze budynku mieściły się ponadto zbiory Muzeum w Chorzowie.
W 2014 roku przeprowadzono prace konserwatorskie części ścian elewacji budynku, przywracając jej pierwotną kolorystykę. Od kwietnia 2015, po likwidacji oddziału banku ING, w dawnych pomieszczeniach bankowych znajduje się sklep z odzieżą używaną .

## Architektura

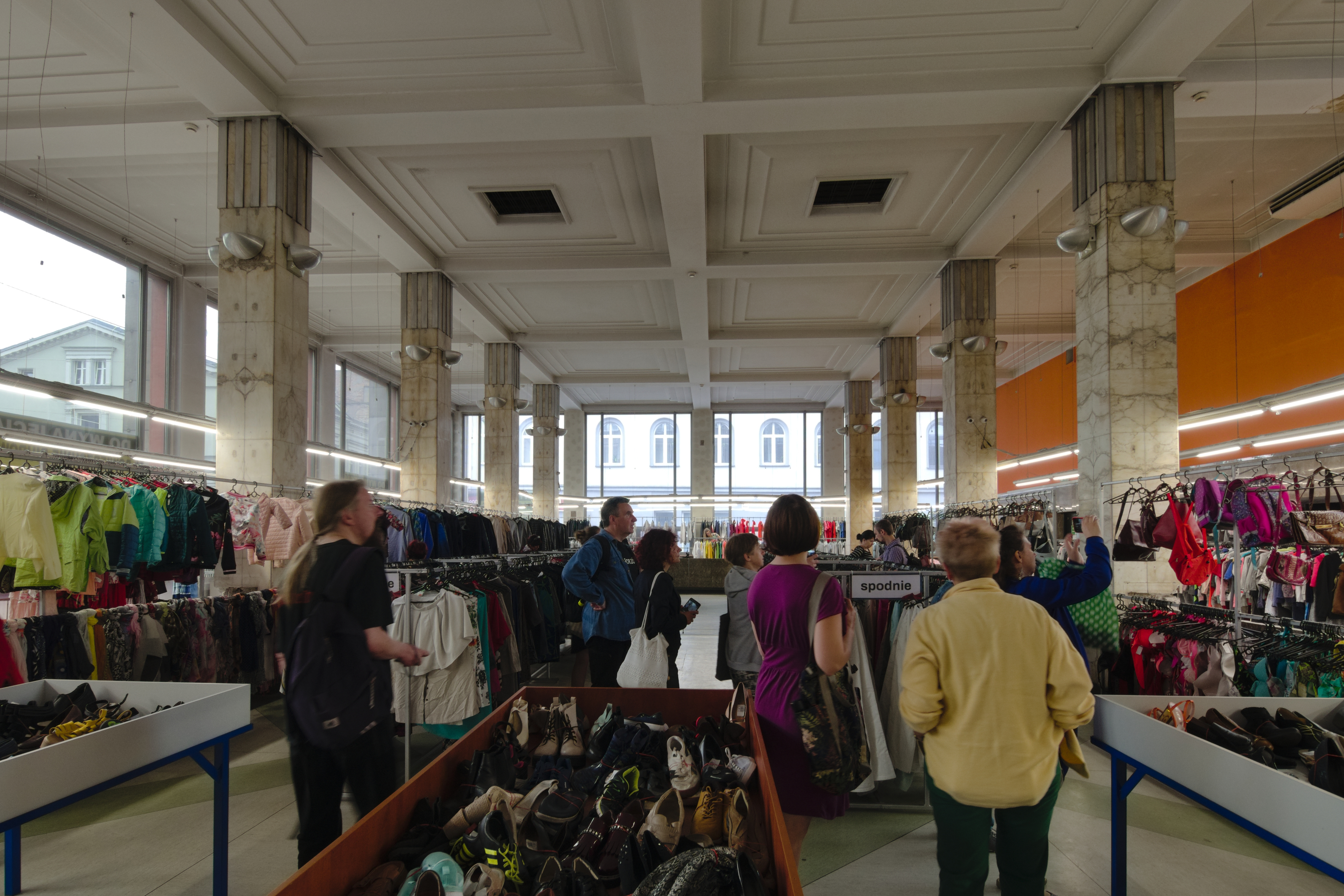
Sala kas na parterze, wykorzystywana jako sklep z odzieżą używaną (2022)

Gmach powstał w oparciu o szkieletową stalową konstrukcję wypełnioną cegłą dziurawką w stylu funkcjonalizmu. Budynek składa się z dwóch głównych prostopadłościennych brył. Niższa, żelbetowa, mieściła wysoką na 6,1 metra, największą na Górnym Śląsku salę z kasami bankowymi, udekorowaną barwnym witrażem przedstawiającym herb Chorzowa z pracowni Stanisława Gabriela Żeleńskiego z Krakowa.
Główna bryła zbudowana w oparciu o szkielet stalowy jest połączona z niższą jeszcze jedną bryłą sięgającą trzeciej kondygnacji, przeznaczoną pierwotnie na pomieszczenia biurowe banku. W dominującej bryle z windą znajdowało się 19 mieszkań o wysokim standardzie, największe miało powierzchnię około 260 m². Budynek jest wyposażony w 320 okien i 340 drzwi. Dominantę architektoniczną stanowią otynkowane oraz obłożone lastrikiem pilastry .